# کاوا (مجارستان)
کاوا (به مجاری:  Káva) یک شهرداری در مجارستان است که در ناحیه مونور واقع شده‌است. کاوا ۱۱٫۳۱ کیلومتر مربع مساحت و ۶۲۳ نفر جمعیت دارد.